# سكوت ويسترفيلد
سكوت ويسترفيلد (بالإنجليزية: Scott Westerfeld)‏ كاتب خيال علمي أمريكي، ولد في 5 مايو عام 1963 بولاية تكساس. حصل على ليسانس الفلسفة من جامعة «فاسار» عام 1985. وبعد أن عمل في مجالي النشر والموسيقى التجريبية، اتجه لكتابة الخيال العلمي للبالغين. يقضي ويسترفيلد حياته الآن متنقلًا بين مدينتي سيدني بأستراليا ونيويورك بالولايات المتحدة.

## من مؤلفاته

### سلسلة القبحاء المتمثلة بثلاثية خيايلة
- القبحاء (Uglies) .
- الحسان (Pretties) .
- المميزون (Specials) .

#### والملحق بالسلسلة (المغمورونExtras).
وهي سلسلة مترجمة للعربية، تتحدث عن المستقبل في الخيال العلمي. حيث تجسد الروايات البحث عن الجمال والمثالية في التكوين والتصرف، وذلك عن طريق إجراء الحكومة عمليات جراحية تجميلية لمن يبلغ السادسة عشر من العمر، وتحويلهم إلى حسان وبرمجة عقولهم للعيش بسعادة وسلام، بالطبع هنالك من يرفض تغيير شكله، ويحاول معارضة الحكومة ومحاولة الهروب من العمليات الجراحية التجميلية. وهنالك تبدأ المغامرات الخيالية للمعارضين الذين يتجمعون في مناطق يطلقون عليها مدينة الضباب.

### سلسلة روايات(لافاياثن)Laviathanالتي تتالف من ثلاثية خيالية
- لافاياثن (Laviathan).
- بهيماث (Behemoth).
- جولياث (Goliath).

وهي سلسلة للشباب البالغين. تمثل الرواية الأولى منها (لافاياثن) Laviathan المغامرات مع الآلات المتحركة والمناطيد الحيّة، فيجسد القصة شخصيتان رئيسيتان: الأولى تتمثل بالامير الكساندر الذي يرث عرش آسترو هنجاريان Austro-Hungarian المدينة التي ينقلب سكانها ضده، فيضطر للهروب مع فريقه المخلص من الرجال وآلته الحربية. والشخصية الثانية تتمثل بفتاة من عامّة الشعب تدعى درين شارب متنكرة بزي شاب، وتعمل في القوة الجوية البريطانية كطيارة، وهي ماهرة في القيادة، لكن سرها في خطر مستمر. وقد جمع الكاتب هاتين الشخصيتين في مغامرات خلال حرب عالمية خيالية شيقة، وتغيرت حياة كل منهما بعد ان جابا حول العالم بسفينتهما الطائرة.

### ثلاثية نيويورك (The New York Trilogy)
- سو يستردي (So Yesterday).
- بيبس (Peeps).
- ذا لاست دي (The Last Day).

## وصلات خارجية
- سكوت ويسترفيلد على موقع IMDb (الإنجليزية)

- سكوت ويسترفيلد  على قاعدة بيانات الخيال التأملي على الإنترنت

سكوت ويسترفيلد
سكوت ويسترفيلد